# Рене Лакост
Жан Рене Лакост (2 липня 1904 — 12 жовтня 1996) — французький тенісист і бізнесмен. Фани прозвали його «Крокодилом» за його чіпкість на корті. Він також відомий як творець поло від фірми Lacoste, яку він представив у 1929 році.

## Біографія
Лакост був одним із Чотирьох мушкетерів (інші — Жан Боротра, Жак Бруньйон та Анрі Коше), які домінували у світовому тенісі у 20-х і 30-х роках 20 сторіччя. Він виграв сім турнірів Великого шолома у Франції, Англії та США, проте жодного разу не брав участі у Відкритому чемпіонаті Австралії. Він був найкращим тенісистом планети у 1926 і 1927 роках.
У 1933 році Рене Лакост разом із Андре Ґільє заснував компанію La Société Chemise Lacoste. Компанія виготовляла тенісні сорочки, які Лакост часто сам одягав під час гри. На цих футболках було зображено крокодила.
У 1963 році Лакост здійснив переворот у технології виготовлення ракеток, створивши першу сталеву трубчасту ракетку. До цього їх виготовляли тільки з дерева. У Європі ці нові ракетки стали випускати під логотипом компанії Lacoste, проте в США їхнім випуском займалася компанія Wilson Sporting Goods, де отримали схвальні відгуки гравців та здобули популярність під маркою Wilson T-2000. Їх використовував великий американець Джиммі Коннорс.
3-разовий переможець турнірів Великого шолома Джек Крамер в автобіографії назвав Рене Лакоста в числі 21 найкращих гравців усіх часів.
Існує багато варіантів того, чому Рене Лакост мав прізвисько «Крокодил». У 2006 році газета
New York Times надрукувала некролог сину Лакоста, де була згадана, імовірно, найбільш правдоподібна версія. У 1920-х роках Лакост заклався із капітаном своєї команди, що зможе виграти певний матч. Ціною парі була валіза, яку вони побачили у крамниці в Бостоні і яка була виготовлена із крокодилячої шкіри. Пізніше друг Лакоста Роберт Джордж нашив крокодила на піджак, який Лакост одягав під час ігор.
Він був одружений із відомою гольфісткою Сімоною де ла Шом. Їхня донька Катрін Лакост також була чемпіонкою у гольфі.
Чотири мушкетери були одночасно включені до Міжнародної зали тенісної слави, що на Род Айленді у 1976 році.
Лакост помер 12 жовтня 1996 року, останнім із Чотирьох мушкетерів.

## Досягнення

### Ролан Гаррос
- Переможець в одиночному розряді: 1925, 1927, 1929
- Фіналіст в одиночному розряді: 1926, 1928
- Переможець у парному розряді: 1925, 1929
- Фіналіст у парному розряді: 1927

### Вімблдон
- Переможець в одиночному розряді: 1925, 1928
- Фіналіст в одиночному розряді: 1924
- Переможець у парному розряді: 1925

### US Open
- Переможець в одиночному розряді: 1926, 1927
- Фіналіст серед змішаних пар: 1926, 1927

## Фінали турнірів Великого шолома

### Одиночний розряд: 10 (7–3)
| Результат | Рік  | Турнір                     | Покриття | Суперник    | Рахунок                  |
| --------- | ---- | -------------------------- | -------- | ----------- | ------------------------ |
| Поразка   | 1924 | Вімблдонський турнір       | Трава    | Жан Боротра | 1–6, 6–3, 1–6, 6–3, 4–6  |
| Перемога  | 1925 | Чемпіонат Франції          | Ґрунт    | Жан Боротра | 7–5, 6–1, 6–4            |
| Перемога  | 1925 | Вімблдонський турнір       | Трава    | Жан Боротра | 6–3, 6–3, 4–6, 8–6       |
| Поразка   | 1926 | Чемпіонат Франції          | Ґрунт    | Анрі Коше   | 2–6, 4–6, 3–6            |
| Перемога  | 1926 | Національний чемпіонат США | Трава    | Жан Боротра | 6–4, 6–0, 6–4            |
| Перемога  | 1927 | Чемпіонат Франції          | Ґрунт    | Білл Тілден | 6–4, 4–6, 5–7, 6–3, 11–9 |
| Перемога  | 1927 | Національний чемпіонат США | Трава    | Білл Тілден | 11–9, 6–3, 11–9          |
| Поразка   | 1928 | Чемпіонат Франції          | Ґрунт    | Анрі Коше   | 7–5, 3–6, 1–6, 3–6       |
| Перемога  | 1928 | Вімблдонський турнір       | Трава    | Анрі Коше   | 6–1, 4–6, 6–4, 6–2       |
| Перемога  | 1929 | Чемпіонат Франції          | Ґрунт    | Жан Боротра | 6–3, 2–6, 6–0, 2–6, 8–6  |

### Парний розряд: 4 (3–1)
| Результат | Рік  | Турнір               | Покриття | Партнер     | Суперники                      | Рахунок                  |
| --------- | ---- | -------------------- | -------- | ----------- | ------------------------------ | ------------------------ |
| Перемога  | 1925 | Чемпіонат Франції    | Ґрунт    | Жан Боротра | Жак Брюньйон Анрі Коше         | 7–5, 4–6, 6–3, 2–6, 6–3  |
| Перемога  | 1925 | Вімблдонський турнір | Трава    | Жан Боротра | Джон Ф. Геннессі Реймонд Кейсі | 6–4, 11–9, 4–6, 1–6, 6–3 |
| Поразка   | 1927 | Чемпіонат Франції    | Ґрунт    | Жан Боротра | Жак Брюньйон Анрі Коше         | 6–2, 2–6, 0–6, 6–1, 4–6  |
| Перемога  | 1929 | Чемпіонат Франції    | Ґрунт    | Жан Боротра | Жак Брюньйон Анрі Коше         | 6–3, 3–6, 6–3, 3–6, 8–6  |

### Мікст: 2 (2 поразки)
| Результат | Рік  | Турнір        | Покриття | Партнер               | Суперники                 | Рахунок       |
| --------- | ---- | ------------- | -------- | --------------------- | ------------------------- | ------------- |
| Поразка   | 1926 | Чемпіонат США | Трава    | Гейзел Гочкіс-Вайтмен | Елізабет Раян Жан Боротра | 4–6, 5–7      |
| Поразка   | 1927 | Чемпіонат США | Трава    | Гейзел Гочкіс-Вайтмен | Ейлін Беннетт Анрі Коше   | 2–6, 6–0, 3–6 |

## Часовий графік результатів
| W | Ф | ПФ | ЧФ | #Р | КТ | К# | DNQ | A | NH |

(OF) only for French club members
| Турнір                                 | 1922 | 1923 | 1924 | 1925          | 1926          | 1927          | 1928          | 1929          | 1930          | 1931          | 1932          | SR     | В-П   | % виграшів |
| -------------------------------------- | ---- | ---- | ---- | ------------- | ------------- | ------------- | ------------- | ------------- | ------------- | ------------- | ------------- | ------ | ----- | ---------- |
| Турніри Великого шолома                |      |      |      |               |               |               |               |               |               |               |               |        |       |            |
| Відкритий чемпіонат Австралії з тенісу | A    | A    | A    | A             | A             | A             | A             | A             | A             | A             |               | 0 / 0  | 0–0   | –          |
| Відкритий чемпіонат Франції з тенісу   | OF   | OF   | OF   | П             | Ф             | П             | Ф             | П             |               |               | 4р            | 3 / 6  | 29–3  | 90.6       |
| Вімблдонський турнір                   | 1р   | 4р   | Ф    | П             |               | ПФ            | П             | A             | A             | A             | A             | 2 / 6  | 28–4  | 87.5       |
| Відкритий чемпіонат США з тенісу       |      | 2р   | ЧФ   | ЧФ            | П             | П             | A             | A             | A             | A             |               | 2 / 5  | 19–3  | 86.4       |
| В-П                                    | 0–1  | 4–2  | 9–2  | 16–1          | 10–1          | 17–1          | 12–1          | 5–0           |               |               | 3–1           | 7 / 17 | 76–10 | 88.4       |
| Виступи за країну                      |      |      |      |               |               |               |               |               |               |               |               |        |       |            |
| Теніс на Олімпійських іграх            | NH   | NH   | ЧФ   | Не проводився | Не проводився | Не проводився | Не проводився | Не проводився | Не проводився | Не проводився | Не проводився | 0 / 1  | 3–1   | 75.0       |

## Рекорд всіх часів
| Турнір                 | Починаючи з | Встановлений рекорд                                                      |
| ---------------------- | ----------- | ------------------------------------------------------------------------ |
| Турніри Великого шлему | 1877        | Наймолодший гравець, що виграв по 2 титули на 3 турнірах великого шолома |